# Diocesi di Abaradira
La diocesi di Abaradira (in latino Dioecesis Abaradirensis) è una diocesi soppressa e sede titolare della Chiesa cattolica.

## Storia
Abaradira era un'antica città romana che sorgeva nella provincia romana d'Africa, chiamata Bizacena, nell'attuale Tunisia.
È noto un solo vescovo di questa sede episcopale, Prefeziano, il cui nome figura al 23º posto nella lista dei vescovi della Bizacena convocati a Cartagine dal re vandalo Unerico nel 484; Prefeziano era già deceduto in occasione della redazione di questa lista.
Dal 1933 Abaridira è annoverata tra le sedi vescovili titolari della Chiesa cattolica; dal 15 luglio 2010 il vescovo titolare è Marko Semren, O.F.M., già vescovo ausiliare di Banja Luka.

## Cronotassi

### Vescovi
- Prefeziano † (prima del 484)

### Vescovi titolari
- Joseph Fady, M. Afr. † (12 luglio 1951 - 25 aprile 1959 nominato vescovo di Lilongwe)
- Joseph James Byrne, C.S.Sp. † (15 agosto 1959 - 20 ottobre 1961 deceduto)
- Jan Wosiński † (20 novembre 1961 - 19 luglio 1996 deceduto)
- Fernando Torres Durán † (29 novembre 1996 - 2 luglio 1999 nominato vescovo di Chitré)
- José Ángel Rovai † (13 agosto 1999 - 3 ottobre 2006 nominato vescovo di Villa María)
- Matthias Kobena Nketsiah (24 novembre 2006 - 31 maggio 2010 nominato arcivescovo di Cape Coast)
- Marko Semren, O.F.M., dal 15 luglio 2010